# Tuulikki Pietilä
Ida Helmi Tuulikki Pietilä (Seattle, Washington, Estados Unidos; 18 de febrero de 1917-Helsinki; 23 de febrero de 2009) fue una artista gráfica y profesora finlandesa. Pietilä fue una de las personas más influyentes en el ambiente gráfico finlandés, y su trabajo ha sido exhibido en múltiples exposiciones. Trabajó de profesora en la Academia de Bellas Artes de Helsinki durante muchos años y, más adelante, se dedicó a formar artistas gráficos y a escribir libros educativos también sobre artes gráficas.
Pietilä comenzó sus estudios en la escuela de dibujo de Turku, a la que asistió de 1933 a 1936, para continuar preparándose en la escuela de dibujo de la Asociación de Arte Finlandesa (1936–1940), la Facultad Universitaria de Arte, Artesanía y Diseño de Estocolmo (1945–1949) y la academia artística de Fernand Léger en París (1949–1953). Durante sus estudios conoció a la que sería su pareja, Tove Jansson; con la que colaboró en muchos trabajos y proyectos, incluyendo los de la familia Mumin, en colaboración también con Pentti Eistola. Estos se exponen en el Museo Mumin de Tampere.
Los viajes por Europa y los veranos que pasaron juntas Jansson y Pietilä en la isla de Klovharu (una de las islas Pellinge, en el golfo de Finlandia, cerca de la ciudad de Porvoo), fueron capturados en varias horas de película rodada por la misma Pietilä. Se han montado varios documentales con ese material, entre los que se pueden mencionar los titulados Haru, yksinäinen saari (Haru, la isla solitaria, 1998) y Tove ja Tooti Euroopassa (Tove y Tooti en Europa, 2004).
La primera exposición comunitaria de los trabajos de Pietilä tuvo lugar en Turku en 1935. Su primera exposición propia fue en 1951. Participó en las exposiciones de verano del Grupo Purnu desde 1967, con una exposición retrospectiva en 1986. También participó en varias exposiciones en el extranjero. Pietilä ha recibido diversos reconocimientos a su trabajo, entre los que destaca la Medalla Pro Finlandia en 1963 y el título de profesora en 1982.
Pietilä inspiró a la enérgica figura de Tooticky en los libros de Jansson sobre los Mumin. El arquitecto Reima Pietilä era hermano de Tuulikki. Pietilä murió en su casa de Helsinki el 23 de febrero de 2009, a los 92 años de edad.